# Кравил ла Мале
Кравил ла Мале (фр. Crasville-la-Mallet) насеље је и општина у северној Француској у региону Горња Нормандија, у департману Приморска Сена која припада префектури Дјеп.
По подацима из 2011. године у општини је живело 164 становника, а густина насељености је износила 51,09 становника/km². Општина се простире на површини од 3,21 km². Налази се на средњој надморској висини од 80 метара (максималној 105 m, а минималној 65 m).

## Демографија
| 1962. | 1968. | 1975. | 1982. | 1990. | 1999. | 2011. |
| ----- | ----- | ----- | ----- | ----- | ----- | ----- |
| 147   | 169   | 148   | 129   | 132   | 133   | 164   |

График промене броја становника у току последњих година